# Langerova vila (Horní Libina)
Langerova vila je neorenesanční vila z přelomu 19. a 20. století v Libině v okrese Šumperk.

## Historie
Vilu nechal v roce 1886 zbudovat textilní podnikatel Robert Ruprecht. Dům pro něj projektoval šumperský architekt Karel Seidl, který mimochodem rovněž pocházel z rodiny textilních průmyslníků. Vila nicméně nese název po dalším obyvateli, také podnikateli v oblasti prádla, Adolfu Langerovi mladším.
Po druhé světové válce byl dům vyrabován a později sloužil jako mateřská škola. Od roku 1958 je chráněnou kulturní památkou. Mezi lety 2018 a 2021 prošel objekt rekonstrukcí, kdy byla obnovena fasáda a parkově upraveno okolí. V roce 2025 byla dokončena oprava vestibulu domu, dalším krokem by měla být rekonstrukce hlavního schodiště. Ve vile je umístěna místní knihovna.

## Architektura
Jedná se o samostatně stojící, částečně přízemní a částečně patrovou budovu s trojdílnou, velmi plochou valbovou střechou. Hlavní uliční průčelí na východní straně zvýrazňuje trojosý rizalit, stejně jako západní průčelí orientované do zahrady. Boční severní a jižní průčelí mají rizality pouze jednoosé. Fasáda je bosovaná. Před rizalit hlavního průčelí předstupuje v přízemí portikus tvořený trojitou arkádou na pískovcových sloupech a přístupný dvěma francouzskými okny. V patře je pak na portiku umístěn balkon s kovanou mříží. V bočních osách hlavního průčelí jsou v přízemí sdružená okna umístěná v profilovaných šambránách. V rizalitu zahradního průčelí je podobný přízemní portikus, k němu je ale připojeno dvouramenné přístupové schodiště s pískovcovou balustrádou a v patře chybí balkon. V nikách severního a jižního průčelí jsou umístěny alegorické sochy: na jižní straně Sochařství a Architektura, na severní pak Hudba a Malířství.
Architektonický styl lze považovat za italsky orientovanou neorenesanci.